# Close Combat

Screenshot da Close Combat IV: Battle of the Bulge

Close Combat è una serie di videogiochi che comprende sia strategici, prodotti da Atomic Games, che sparatutto in prima persona, prodotti da Destineer Games.
Nei Close Combat di genere strategico, divisi in una parte a turni composta da movimenti strategici ed una tattica di scontri sul campo, il giocatore assume il controllo di una piccola unita di soldati (di grandezza simile ad un plotone o ad una compagnia) e li guida attraverso le battaglie della seconda guerra mondiale con una prospettiva in 2D dall'alto.

## Storia
Close Combat fu sviluppato come versione videoludica dell'acclamato gioco da tavolo della Avalon Hill Advanced Squad Leader. Il principale consulente per il modello del morale delle truppe fu il dottor Steven Silver, uno specialista di traumi in combattimento. La Atomic Games aveva già sviluppato molti giochi per Avalon Hill, come Operation Crusader, Stalingrad, Over the Reich e Third Reich. Comunque, con la Avalon Hill che affrontava una crisi finanziaria che l'avrebbe portata alla chiusura, Atomic Games prese i propri lavori oramai ultimati e il franchise di alcuni giochi da tavolo e, sotto la direzione di Steve Mariotti, capo programmatore, completò lo sviluppo per Microsoft. I primi tre Close Combat furono degni di nota, ai tempi, per essere stati fra i pochi videogiochi pubblicati sotto etichetta Microsoft. I due capitoli conclusivi della serie furono però pubblicati dalla Strategic Simulations, Inc.
Close Combat I e Close Combat II furono distribuiti sia per Microsoft Windows che per Apple Mac OS. Le successive versioni invece furono distribuite solo per Windows. Nel 2005, la Atomic Games fu acquistata dalla Destineer Games.
I cinque Close Combat originali sono giochi di guerra tattici per uno o due giocatori; l'azione avviene in tempo reale, con visuale dall'alto ma è possibile mettere in pausa il gioco. Ognuno è ambientato in un differente teatro bellico europeo della seconda guerra mondiale, ed include un mix di fanteria e unità di artiglieria; capitoli successivi offrono anche la possibilità di richiedere un cannoneggiamento navale o supporto aereo. Anche se l'unica visuale disponibile è quella dall'alto, sono presenti edifici a più piani; inoltre, gli ultimi capitoli della serie mostrano una modellazione del terreno rendendo riconoscibili zone elevate e dislivelli. I giochi hanno un tono realistico, tentando di riprodurre stati emozionali dei soldati al comando del giocatore come panico, diserzione e arrendevolezza. Nonostante la presenza di corpi insanguinati e gli urli dei soldati colpiti a morte, i videogiochi ebbero valori ESRB tali da renderli consigliabili per tutte le età.

## Innovazioni
Il gioco mostrava diverse innovazioni nei confronti dei videogiochi strategici in tempo reale (RTS), andando a confluire nel più specifico ambito dei tattici in tempo reale (RTT):
- L'uso nel gioco di un modello psicologico (morale) per i soldati. Certe tattiche usate comunemente negli RTS, come il mass rush, sono inefficaci in Close Combat, non solo perché spesso condurrebbero i soldati allo scoperto e ammassati (verso quindi un massacro) ma anche poiché i soldati cercano istintivamente una copertura, si rifiutano di obbedire agli ordini o addirittura disertano quando si trovano sotto un fuoco di tiro troppo pesante o dopo aver subito molte perdite. Unità senza supporto, squadre con numerose perdite o soldati in difficoltà che si separano dal resto della squadra non producono risultati affidabili;
- È implementato un modello che ricostruisce l'esperienza, cosicché unità di riserva o truppe di novellini non riescono a prevalere contro truppe veterane;
- Il gioco implementa un sistema che tiene conto del livello di munizioni. Le truppe che devono sostenere un pesante fuoco di tiro restano velocemente senza munizioni; quando accade, i soldati si armano di baionetta e combattono corpo a corpo, ma nei casi peggiori si arrendono al nemico una volta constatata la sua superiorità.
- È presente un modello che riproduce lo stato fisico delle truppe: Healthy (sano) all'inizio della battaglia, Injured (ferito) dopo essere stato ferito, Incapacitated (incapacitato) se il colpo rende il soldato incapace di combattere e infine Dead (morto).
- Viene rappresentata anche la condizione mentale delle truppe: possono essere Stable (stabile) quando non ci sono nemici, Cowering (in copertura) quando si trovano sotto il fuoco nemico e Panicked (nel panico) se circondate dal compagni uccisi, feriti, con troppo nemici nelle immediate vicinanze o se attaccati da un lanciafiamme.
- Anche la resistenza fisica nel corso della battaglia viene riprodotta: le truppe possono essere Rested (riposato) all'inizio della battaglia, Winded (ansimante) dopo aver corso per un po' (i soldati si devono riposare per tornare al livello precedente) e Fatigued (affaticato), che impedisce al giocatore di utilizzare quei soldati per il resto della battaglia.

## Tattiche
I fattori indicati più sopra significano che il gioco richiede l'utilizzo di tattiche militari realistiche, come posizionare accuratamente le truppe sul campo di battaglia alla ricerca della copertura più vantaggiosa, l'imboscata, far avanzare sotto copertura e utilizzare fumogeni per coprire l'avanzata delle truppe. Affinché il giocatore possa prevalere sull'avversario è inoltre necessaria una gestione efficace, come quella di mantenere le squadre nelle vicinanze degli ufficiali, di non inviare truppe di novellini all'assalto e di mantenere un fuoco efficace per evitare di rimanere senza munizioni.

## Titoli
I primi cinque giochi della serie Close Combat sono in 2D, gli altri in 3D:
- Close Combat — È ambientato a Omaha Beach e nell'entroterra fino a Saint-Lô. Il giocatore può comandare sia le truppe tedesche, sia quelle statunitensi.
- Close Combat: A Bridge Too Far — È ambientato nei Paesi Bassi durante l'operazione Market Garden. Le truppe tedesche, britanniche, americane o polacche combattono per il controllo dei ponti strategici. Questa versione è stata distinta come Top Ten Real-Time Strategy Games of All Time da GameSpy[1] e nei 50 migliori giochi di sempre dalla rivista PC Gamer.
- Close Combat: The Russian Front — Illustra l'intera campagna tedesca contro l'Unione Sovietica sul fronte orientale. Il giocatore può comandare sia i tedeschi che i sovietici nelle aperte pianure o nelle città. Questo gioco non ha la fase di movimento strategico presente in altri giochi della serie.
- Close Combat: Battle of the Bulge — È ambientato nelle Ardenne durante la battaglia delle Ardenne nell'offensiva invernale del 1944. Tedeschi o americani nelle foreste innevate.
- Close Combat: Invasion Normandy — Vengono ripercorse le fasi dell'invasione in Normandia a partire dallo sbarco a Utah Beach. Il giocatore dovrà combattere per il controllo del Cotentin scegliendo i tedeschi o gli americani; le battaglie si svolgono fra i campi e nei villaggi.
- Close Combat: First to Fight — Sparatutto in 3D basato su team sulla falsariga dei videogiochi della serie Tom Clancy's Rainbow Six. È ambientato a Beirut. È stato sviluppato con la partecipazione di membri del 3rd Battalion 1st Marines dello United States Marine Corps, reduci dai combattimenti per l'operazione Phantom Fury a Falluja, Iraq nel novembre del 2004. Conserva lo stesso modello psicologico degli altri Close Combat ma per quanto riguarda gli altri aspetti è notevolmente differente.
- Close Combat: Road to Baghdad o The Road to Baghdad — Rappresentando l'invasione dell'Iraq del 2003, il gioco utilizza il motore grafico Close Combat, sviluppato da Atomic Games. La campagna di varie missioni in serie per il gioco in singolo è relativa all'esercito USA su mappe con obiettivi di vario tipo. Poi sono forniti alcuni scenari di battaglie utilizzabili per il gioco in gruppo su LAN e su Internet.
- Close Combat: Marines - Gioco sviluppato da Atomic Games per il Dipartimento della Difesa degli Stati Uniti per l'addestramento dei Marines.
- Close Combat: RAF Regiment - Modulo di addestramento per i reggimenti della Royal Air Force Regiment, una forza di protezione per gli aeroporti militari. Si dice che una versione modificata sarà messa in commercio per il pubblico. È attualmente alla fase Alpha, ma viene già utilizzato.[senza fonte]
- Close Combat: Red Phoenix - Il secondo delle nuove versioni dei videogiochi della serie Close Combat. Red Phoenix è basata sul libro di Larry Bond ed è simile ai giochi originali, in quanto è uno strategico in tempo reale, ma è ambientato nella penisola coreana al giorno d'oggi.
- Close Combat: Cross Of Iron - Questa riedizione di CCIII include un miglioramento dell'intelligenza aritificale, il supporto dei mod, il client H2H e la possibilità di svolgere campagne online. È stato sviluppato da Simtek Ltd e pubblicato da Matrix Games.
- Close Combat: Modern Tactics - versione migliorata di Close Combat: Marines
- Close Combat: Wacht am Rhein versione migliorata di  Battle of the Bulge
- Close Combat: The Longest Day (2009)
- Close Combat - Last Stand Arnhem (2010)

### Mod
Ci sono numerose community che sviluppano mod per i giochi Close Combat, cosa che ha prolungato la vita della serie.

## Versioni 3D
Hanno visto la stampa numerosi tentativi di sviluppare Close Combat come un videogioco in 3D dallo sviluppatore Eric Young, che ha anche lavorato alla Atomic Games al tempo della distribuzione dei primi Close Combat.
G.I. Combat fu il primo di questi tentativi a rendere in tre dimensioni Close Combat, distribuito nel 2002 da Strategy First. Il gioco non fu un successo commerciale, e Young portò il progetto a Matrix Games, che mise in commercio Eric Young's Squad Assault: West Front nel 2003. Il gioco raccolse critiche negative (anche se molti giocatori lo difesero strenuamente), soffermandosi in particolare sull'interfaccia e sul pathfinding di veicoli e soldati nell'ambiente tridimensionale.